# Ménilles
Ménilles är en kommun i departementet Eure i regionen Normandie i norra Frankrike. Kommunen ligger i kantonen Pacy-sur-Eure som tillhör arrondissementet Évreux. År 2022 hade Ménilles 1 722 invånare.

## Befolkningsutveckling
Antalet invånare i kommunen Ménilles
Referens:INSEE